# Eras II
Eras II è la quarta raccolta del cantautore canadese Devin Townsend, pubblicata il 31 agosto 2018 dalla HevyDevy Records e dalla Inside Out Music.

## Descrizione
Si tratta della seconda parte di quattro box set atti a racchiudere le varie pubblicazioni del musicista in formato vinile, rimasterizzate per l'occasione.
Eras II racchiude i primi quattro album in studio dell'artista (Ocean Machine: Biomech, Infinity, Physicist e Terria) e il secondo album della Devin Townsend Band, Synchestra.

## Tracce
Ocean Machine
- Lato A

1. Seventh Wave – 6:50
2. Life – 4:31
3. Night – 4:45
4. Hide Nowhere – 5:00

- Lato B

1. Sister – 2:48
2. 3 A.M. – 1:56
3. Voices in the Fan – 4:39
4. Greetings – 2:53
5. Regulator – 5:06

- Lato C

1. Funeral – 8:06
2. Bastard – 10:17

- Lato D

1. The Death of Music – 12:15
2. Thing Beyond Things – 4:47

Infinity
- Lato A

1. Truth – 3:58
2. Christeen – 3:41
3. Bad Devil – 4:52
4. War – 6:28
5. Soul Driven Cadillac – 5:15

- Lato B

1. Ants – 2:00
2. Wild Colonial Boy – 3:04
3. Life Is All Dynamics – 5:06
4. Unity – 6:57
5. Noisy Pink Bubbles – 5:20

Physicist
- Lato A

1. Namaste – 3:43
2. Victim – 3:15
3. Material – 2:47
4. Kingdom – 5:54
5. Death – 2:26
6. Devoid – 1:28
7. The Complex – 3:30

- Lato B

1. Irish Maiden – 2:44
2. Jupiter – 3:36
3. Planet Rain – 11:08
4. Forgotten – 5:59

Terria
- Lato A

1. Olives – 3:21
2. Mountain – 6:32
3. Earth Day – 9:35

- Lato B

1. Deep Peace – 7:34
2. Canada – 6:53

- Lato C

1. Down and Under – 3:43
2. The Fluke – 7:16
3. Nobody's Here – 6:54

- Lato D

1. Tiny Tears – 9:12
2. Stagnant – 5:25
3. Humble (Bonus Track) – 5:29

Synchestra
- Lato A

1. Let It Roll – 2:52
2. Hypergeek – 2:20
3. Triumph – 7:08
4. Babysong – 5:30
5. Vampolka – 1:36
6. Vampira – 3:27

- Lato B

1. Mental Tan – 2:15
2. Gaia – 6:03
3. Pixillate – 8:17
4. Judgement – 5:55

- Lato C

1. A Simple Lullaby – 7:09
2. Sunset – 2:31
3. Notes from Africa – 7:42
4. Sunshine and Happiness – 2:34